# 遼東墨氏
遼東墨氏（ヨドンムクし、요동묵씨）は、朝鮮の氏族の一つ。本貫は中華人民共和国遼東郡である。2015年の調査では、20人である。
墨氏の起源は中国の梁郡にあり、遼東墨氏は春秋戦国時代の魯出身の思想家の墨子の子孫一族である。